# Obermumpf
Obermumpf är en ort och kommun i distriktet Rheinfelden i kantonen Aargau, Schweiz. Kommunen har 1 072 invånare (2023).